# Кумбха (Мевар)
Кумбха известный как Рана Кумбха (хинди राणा कुम्भ; ? — 1468) — раджпутский правитель княжества Мевар в 1433—1468 годах, полководец, сражавшийся с мусульманскими государствами в Индии в XV веке.

## Биография
Представитель клана Сисодия династии Рахтар, ведущей своё начало от Куши, второго сына Рамы. Наследник правителя Мевара Раны Мокал Сингха.
В 1433 году после убийства отца, раджи княжества Мевар, двумя дядями Чачей и Мера, регентом при нём стал раджа Марвара Рао Джодха, который правил до совершеннолетия Кумбхи.
Убийцы отца не смогли удержать власть и вынуждены были бежать из Мевар. Кумбха стал новым рана. В течение некоторого времени наводил порядок в своем княжестве.
В 1440 году нанёс поражение войскам Ахмад-шаха I, султана Гуджарата. В 1442 году началась длительная война с Махмудом I Халджи, правителем Малавского султаната. В 1442, 1443 и 1446 году раджпуты нанесли поражения врагу.
В 1450 году рана Кумбха возвёл колонну в честь своих побед. Вслед за этим заключил союз с правителями Гуджаратского и Делийского султанатами против Малавского султаната.
Новая война с соседями в 1456 году была вызвана вмешательства Кумбхи в дела княжества Нагаур в Раджастхане. Против княжества Мевар объединились Гуджаратский и Малавский султанаты, некоторые раджпутские князья. Рана Кумбха оказался в сложном положении. Только смерть в 1458 году султана Гуджарата Ахмад-шаха II, спасла ситуацию. В том же году Кумбха воспользовался войной между Махмуд-шахом I Бегада с малавским правителем Махмудом I Халджи. Со временем Кумбха перешёл на сторону Малавского султаната.
На момент его смерти под руководством Кумбхи княжество Мевар стало одним из самых влиятельных княжеств Раджастхана. Кумбха был убит в результате заговора его сына Удай Сингха в 1468 году.

## Внутренняя политика

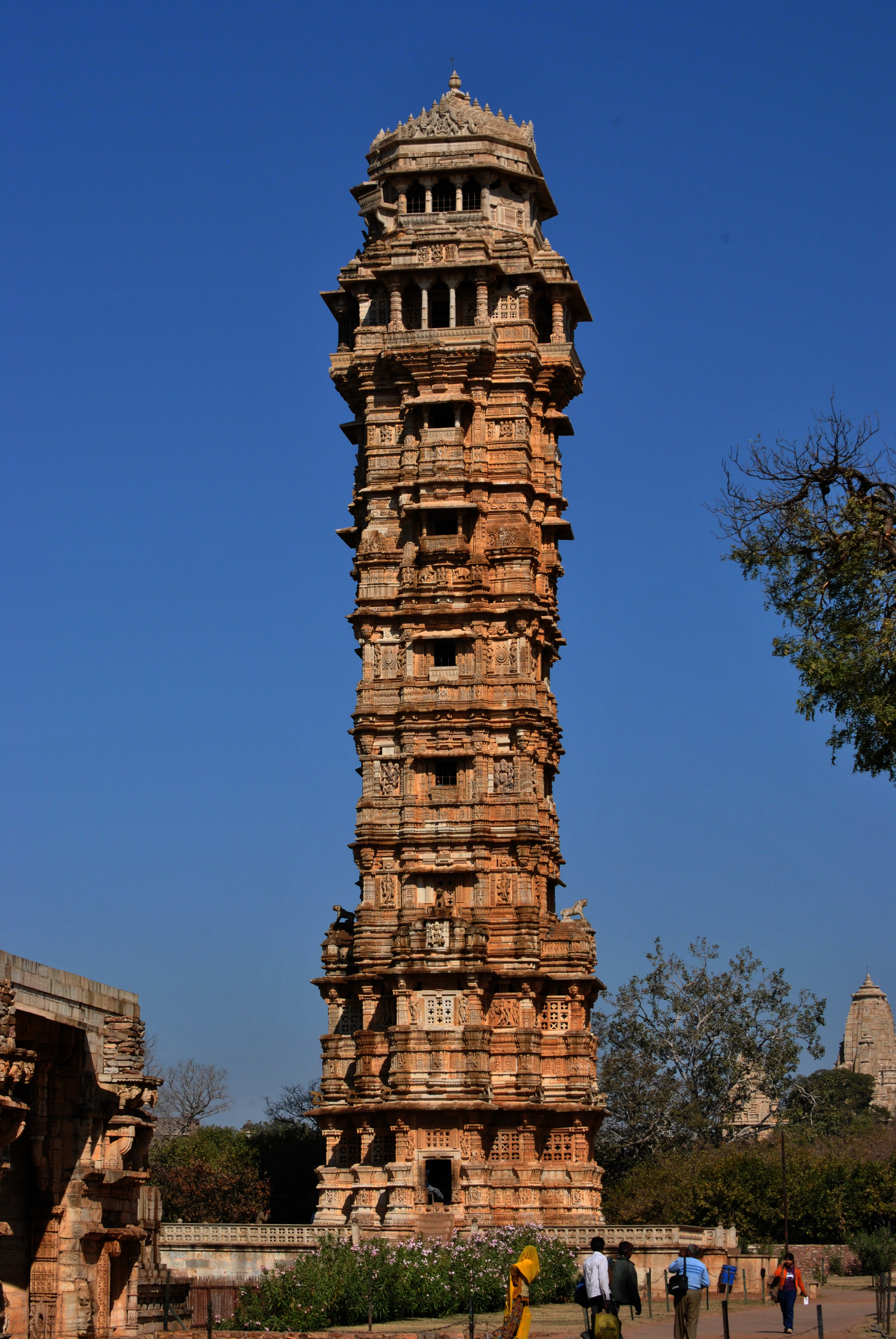
Башня Победы

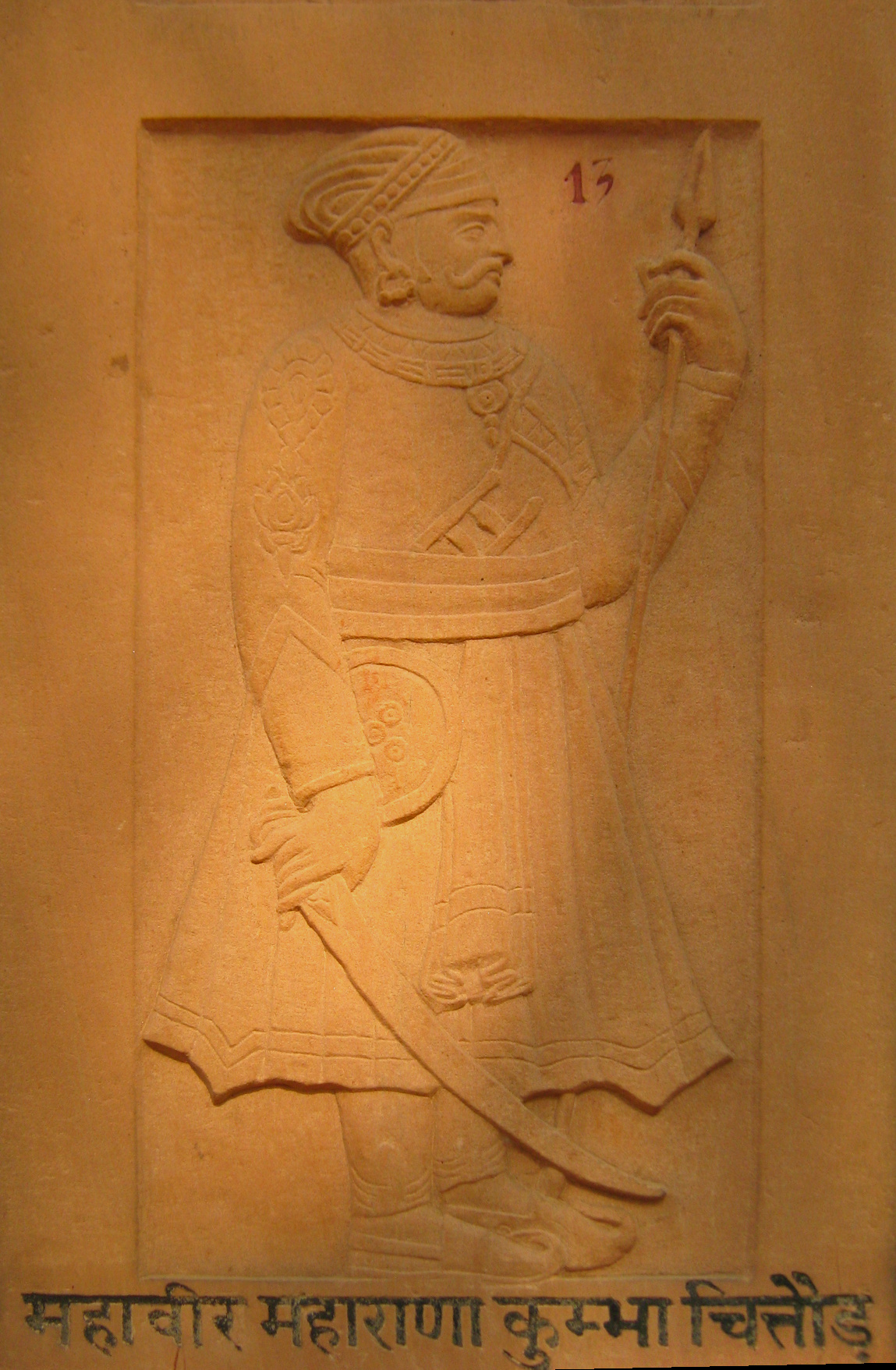
Изображение Кумбха

Несмотря на постоянные угрозы со стороны мусульманских соседей Кумбха уделял большое внимание укреплению обороноспособности Мевара. Из 84 крепостей, образующих защиту Мевара, 32 были построены Кумбхой.
По его приказу было осуществлено строительство девятиэтажной башни высотой 37 м в Читторе. Башня, под названием Виджай Стамбха (Башня Победы), была построена, вероятно, между 1458—1468 годами, хотя некоторые источники датируют её 1448 годом, покрыта скульптурами индуистских богов и богинь и изображает эпизоды из Рамаяна и Махабхарата.
Его налоговая политика способствовала наполнению казны. В то же время значительную часть дохода составляла добычу, полученная во время военных походов.
Кумбха хорошо разбирался в игре на вине, покровительствовал музыкантам и артистам своего двора. Автор нескольких трактатов о музыке, четырёх драм на санскрите, пракрите и местном раджастанском диалекте.